# 基斯梅特 (堪薩斯州)
基斯梅特（英語：Kismet）是一個位於美國堪薩斯州蘇厄德縣的城市。

## 地方資料
根據2020年美國人口普查的數據，基斯梅特的面積為0.61平方千米，當中陸地面積為0.61平方千米，而水域面積為0.00平方千米。當地共有人口340人，而人口密度為每平方千米557.38人。